# 837 (numero)
Ottocentotrentasette (837) è il numero naturale dopo l'836 e prima dell'838.

## Proprietà matematiche
- È un numero dispari.
- È un numero composto con 8 divisori: 1, 3, 9, 27, 31, 93, 279, 837. Poiché la somma dei suoi divisori (escluso il numero stesso) è 443 < 837, è un numero difettivo.
- È un numero nontotiente in quanto dispari e diverso da 1.
- È un numero congruente.
- È un numero odioso.
- È un numero palindromo e un numero ondulante nel sistema posizionale a base 22 (1G1).
- È un numero palindromo e un numero a cifra ripetuta nel sistema posizionale a base 30 (RR).

## Astronomia
- 837 Schwarzschilda è un asteroide della fascia principale del sistema solare.
- NGC 837 è una galassia a spirale della costellazione della Balena.

## Astronautica
- Cosmos 837 è un satellite artificiale russo.